# ナクル湖
ナクル湖（ナクルこ）は、ケニアのリフトバレー州にある湖である。ケニア中央のナクルの南側にあり、ナクル湖国立公園の中心となっている。同国立公園は世界遺産「大地溝帯にあるケニアの湖沼群」の一部となっている。
湖一帯にはアフリカヘビウ、ダイサギ、ハイガシラメガネモズ、ヒメチョウゲンボウ、マダガスカルカンムリサギなどの鳥類が生息している。湖岸には多くの藻が生え多くのフラミンゴが飛来していたが、2000年代以降異常な水位上昇が水質の中性化をもたらし藻の生育を阻害。飛来するフラミンゴは多くても数百羽という単位にまで激減している。ただ、フラミンゴ大群の常駐を理由に湖畔で営巣できなかった多くの鳥類が生息するようになり、以前には見られなかった種類の野鳥が増加、別の意味での野鳥の楽園となっている。また、イボイノシシ、ヒヒ、クロサイ、シロサイ、ウガンダキリン（ロスチャイルドキリン）、ヒョウ、ライオン、カバなどの大型哺乳類も生息している。1990年にラムサール条約登録地となった。
水位は1990年代前半までは下がる一方だったがそれ以降は回復を始め、2000年代以降現在（2018年）まで異常な高水位が続いている。
ナクルとはマサイ語で「ほこりが立つ場所」の意味がある。ナクル湖国立公園はナクルを中心に1961年に制定された。最初はナクル湖と周辺の山々を含むだけの小さな物であったが、現在はサバナの大部分を含む範囲に拡張されている。

## ナクル湖国立公園
ナクル湖国立公園は、1961年にナクル及びナクル湖周辺の地域に設立された。ここは、数千から多いときで数百万のフラミンゴが飛来することで知られていたが、近年の異常増水によりフラミンゴの食糧である藍藻類の生育量が激減、「湖の浅い部分はフラミンゴが多く水面が見えないところも多い」などと記述されていたのも失われた過去の栄光となってしまった。
ロスチャイルドキリンやクロサイ、シロサイの保護のために湖の周りに188kmにわたる柵が張られている。
公園は、クロサイの保護のために範囲が広げられ（1987年来）ている。野生動物のために電気柵が張られているが、これは野生動物の行動範囲の制限よりも密猟者の侵入阻止を主な目的にしている。公園内には25頭以上のクロサイ、60頭を超えるシロサイがいる。また、1977年以降にケニア西部から移送されたロスチャイルドキリン（別名「ウガンダキリン」）もいる。ウォーターバックも生息しており、ケニア国内にいる2種は共に公園内でよく見ることができる。ライオンやヒョウなどの肉食動物も多く存在する。深い森の中では、木にぶら下がっていたり道を渡ったりする大型のアフリカニシキヘビを見ることもできる。

## 生息する野生生物

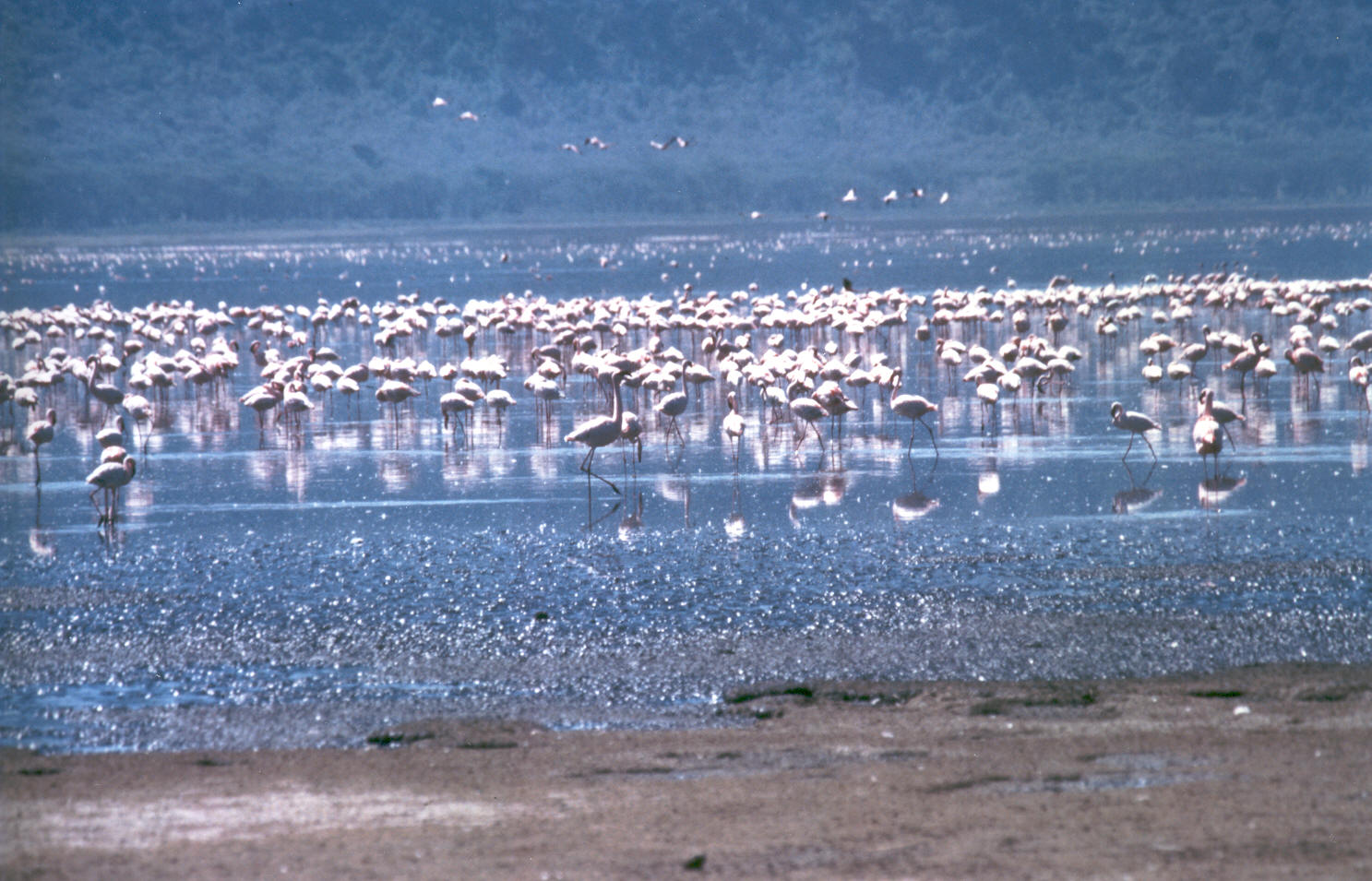
ナクル湖のフラミンゴ

ナクル湖はナイロビから160kmほど北にあるナクルの南側に位置する小さい（面積は40km2）アルカリ湖である。ナイロビからの観光の一部としてマサイマラ国立保護区やバリンゴ湖・サンブルなどと共に回ることがある。湖は、世界一とも言われる鳥の光景（”100万から200万羽のピンクのフラミンゴの群れ”は、2018年現在、見ることはできない）で知られている。フラミンゴたちは塩湖に生える藻を食べる。科学者によれば、ナクル湖のフラミンゴが1年に食べる藻の量は1平方km当り2万5千トンと言う。フラミンゴは2種類いる。コフラミンゴはオオフラミンゴに比べ、くちばしが赤く羽の色も濃い。コフラミンゴの方が数が多いため、ドキュメンタリーの映像などではよく利用される。
飛来するフラミンゴの数は前述の通り激減している。原因不明の異常な水位上昇がもたらした水質変化がフラミンゴの食糧である藍藻類の生育を阻害。ナクル湖には採餌目的で飛来していたフラミンゴに立ち寄る理由がなくなったためである。気候の変化も湖の環境の変化に影響を及ぼしていると考えられている。大規模なフラミンゴの群れの移動や死滅は観光産業にも影響を及ぼすため多くの関係者が注目している。
鳥類はフラミンゴだけではなく、魚食性の鳥類も存在する。小型の魚類であるティラピアは1960年代前半に放流されてから数を増やしている。湖及び公園内には400種以上の鳥が生息している。1000羽に及ぶカイツブリ目の構成種2種やソリハシセイタカシギなどの他にヨーロッパからの渡り鳥も見られる。